# Jan z Příbrami
Jan z Příbrami, též Příbramě i Jan Příbram, známý též jako Kněz († 20. prosinec 1448) byl český spisovatel, významný teolog české reformace a v letech 1439–1448 hlavní představitel české utrakvistické církve.

## Život
Bakalářem se stal v roce 1409 a mistrem svobodných umění v roce 1413. Roku 1408 byl na shromáždění českého národa na pražské univerzitě.
V roce 1414 je jedním ze svědků na osvědčení sepsaném Janem z Jesenice o odepření přístupu Janu Husovi na arcibiskupství. Po smrti Jana Husa vystupoval jako hlavní řečník pražských mistrů (rozmluva o artikulech pražských).
Na čáslavském sněmu v roce 1421 byl ustanoven (spolu s Janem Želivským) za poradce dvaceti zvolených zemských správců v náboženských otázkách. Již v listopadu 1421 se Janu Želivskému podařilo ho odvolat. Při setkání pražských mistrů a táborských kněží (Konopiště 1423 a zejména Praha 1424) nejradikálněji vystupuje proti táborským. Roku 1426 se dostal do sporu s Petrem Paynem a označil učení Jana Viklefa za kacířské. To rozdělilo pražské mistry (někteří se obávali, že na základě tohoto tvrzení by mohl být za kacíře označen i Jan Hus). Jan z Příbrami se politicky opíral především o Zikmunda Korybutoviče, po jeho vyhnání z Čech (duben 1427) byl Jan z Příbrami vypovězen z Prahy. Zdržoval se především v Žatci, roku 1429 se mohl vrátit do Prahy, v této době již začíná inklinovat ke katolictví.
Roku 1434 se postavil na stranu kompaktát, v roce 1437 si stěžoval císaři na jejich nedodržování. V červenci 1437 odešel s českým poselstvím do Basileje, kde hájí přijímání podobojí. 1439 byl spolu s Prokopem z Plzně zvolen za správce českého duchovenstva. V roce 1448 ho nahradil Jan Rokycana, Jan z Příbrami neúspěšně naléhal na papežského legáta, aby Rokycanu uznal arcibiskupem.

## Dílo
- Seznam děl v Souborném katalogu ČR, jejichž autorem nebo tématem je Jan z Příbrami
- Contra artikolos Picardorum - odsouzení 76 artikulů, které uveřejnili táborité
- De ritibus missae - traktát, hájící proti táboritům církevní obřady
- De professione fidei et errorum revocatione
- Knihy o zarmoucení velkých církve svaté i každě duše věrné - 1429
- Život kněží Táborských - kritika
- Apologie
- Postilla